# Luca Cattaneo
Luca Cattaneo (ur. 24 lipca 1972w Breno) – włoski narciarz alpejski. Startował w zjeździe i kombinacji na igrzyskach w Nagano w 1998 r., ale nie ukończył zawodów. Jego najlepszym wynikiem na mistrzostwach świata było 6. miejsce w supergigancie na mistrzostwach świata w Sestriere w 1997 r. Najlepsze wyniki w Pucharze Świata osiągnął w sezonie 1998/1999, kiedy to zajął 27. miejsce w klasyfikacji generalnej.

## Sukcesy

### Puchar Świata

#### Miejsca w klasyfikacji generalnej
- 1992/1993 – 95.
- 1993/1994 – 118.
- 1994/1995 – 70.
- 1995/1996 – 83.
- 1996/1997 – 39.
- 1997/1998 – 30.
- 1998/1999 – 27.
- 1999/2000 – 51.
- 2000/2001 – 76.
- 2001/2002 – 69.
- 2002/2003 – 132.
- 2003/2004 – 120.

#### Miejsca na podium
1. Schladming – 10 stycznia 1998 (supergigant) – 3. miejsce
2. Val d’Isère – 12 grudnia 1998 (zjazd) – 2. miejsce